# The Washington Times
«Вашингтон таймс» (анг. The Washington Times) — консервативная газета, издаваемая в США. Редакция расположена в Вашингтоне. Газета создана в 1982 году по инициативе общественного и религиозного деятеля Мун Сон Мёна. По состоянию на 1992 год количество подписчиков газеты насчитывало 100 тысяч.

## История
«Вашингтон таймс» была основана в 1982 международным информагентством «Ньюс Уорлд Комюникейшнс» (англ. News World Communications) — конгломератом, владеющим также газетами в Южной Корее, Японии и Южной Америке, а также владевшим другим информационным агентством United Press International. Пак Похи, бывший военный атташе Посольства Кореи в США, был президентом и председателем совета директоров. Среди членов совета директоров был Ричард Рубинштейн.
На момент основания «Таймс» в Вашингтоне существовала только одна крупная газета — Вашингтон Пост, которая впоследствии активно конкурировала с «Вашингтон таймс». В 2002 году на мероприятии в честь празднования 20-летия «Таймс» Мун сказал: «Вашингтон Таймс ответственна за то, чтобы люди узнали о Боге» и что «Вашингтон Таймс станет инструментом по распространению истины о Боге по всему миру.»
Таймс была основана через год после того, как Вашингтон Стар, «вторая газета» Вашингтона, обанкротилась после 100 лет работы. Большая часть персонала «Таймс» пришла из Вашингтон Стар. С приходом «Таймс» было непривычным среди американских широкоформатных газет видеть полноцветную газету в оттличие от остальных черно-белых изданий города. Таймс необычным образом помещала свои передовицы и редакторские колонки в физически отдельном разделе «Комментарии» вместо того, чтобы, как это обычно практикуется в американских газетах, помещать их в конце первого раздела новостной ленты. Также «Вашингтон таймс» использовали чернила, которые не так легко пачкают руки читателей. Такие дизайнерские нововведения оказали существенное влияние на читателей Вашингтона. С момента открытия газеты в ней работало 125 репортеров, из которых 25% были членами Церкви Объединения.
В 2002 году бывший спичрайтер Президента Джорджа Уокера Буша Дэвид Фрум в своей книге «Как мы там оказались: 70-е», писал, что Мун предоставлял газете Таймс редакторскую свободу.
Утверждали, что Таймс ежедневно читал Президент Рональд Рейган во время своего президентского срока. В 1997 году он сказал:
Американцы должны знать истину. Вы, мои друзья в «Вашингтон таймс», несёте истинну Америке. Это не всегда было популярно. Но вы обладали громким и влиятельным голосом. Как и я, вы оказались в Вашингтоне в самое кульминационное десятилетие. Вместе, мы закатили рукава и принялись за работу. И, о да, мы выиграли Холодную войну.
В 1994 году Таймс начал публикацию еженедельного общенационального выпуска, специально предназначенного для консервативных читателей США.
В 1997 году вышел Отчёт Вашингтона по делам Ближнего Востока (англ. Washington Report on Middle East Affairs), который критиковал политику США и Израиля, а также газеты Кристиан Сайенс Монитор и партнёрское издание «Вашингтон таймс» — Мидл Ист Таймс. Отчет содержал похвалу «Вашингтон таймс» за содержательное и объективное освещение тем ислама и Ближнего Востока.
В 2002 году Таймс опубликовала статью, обвиняющую Национальную образовательную ассоциацию, самый большой профсоюз учителей в США, в том, что она подталкивает учителей рассказывать школьникам, что правительственная политика США сваливает свои проблемы на теракты 2001 года. Профсоюз в свою очередь отрицал данные высказывания.
В 2002 году ветеран «Вашингтон пост» Бен Брэдли сказал: «Я обратил внимание, что у Таймс имелись статьи на такие темы, на которые не писала „Вашингтон пост“, а должна была бы.»

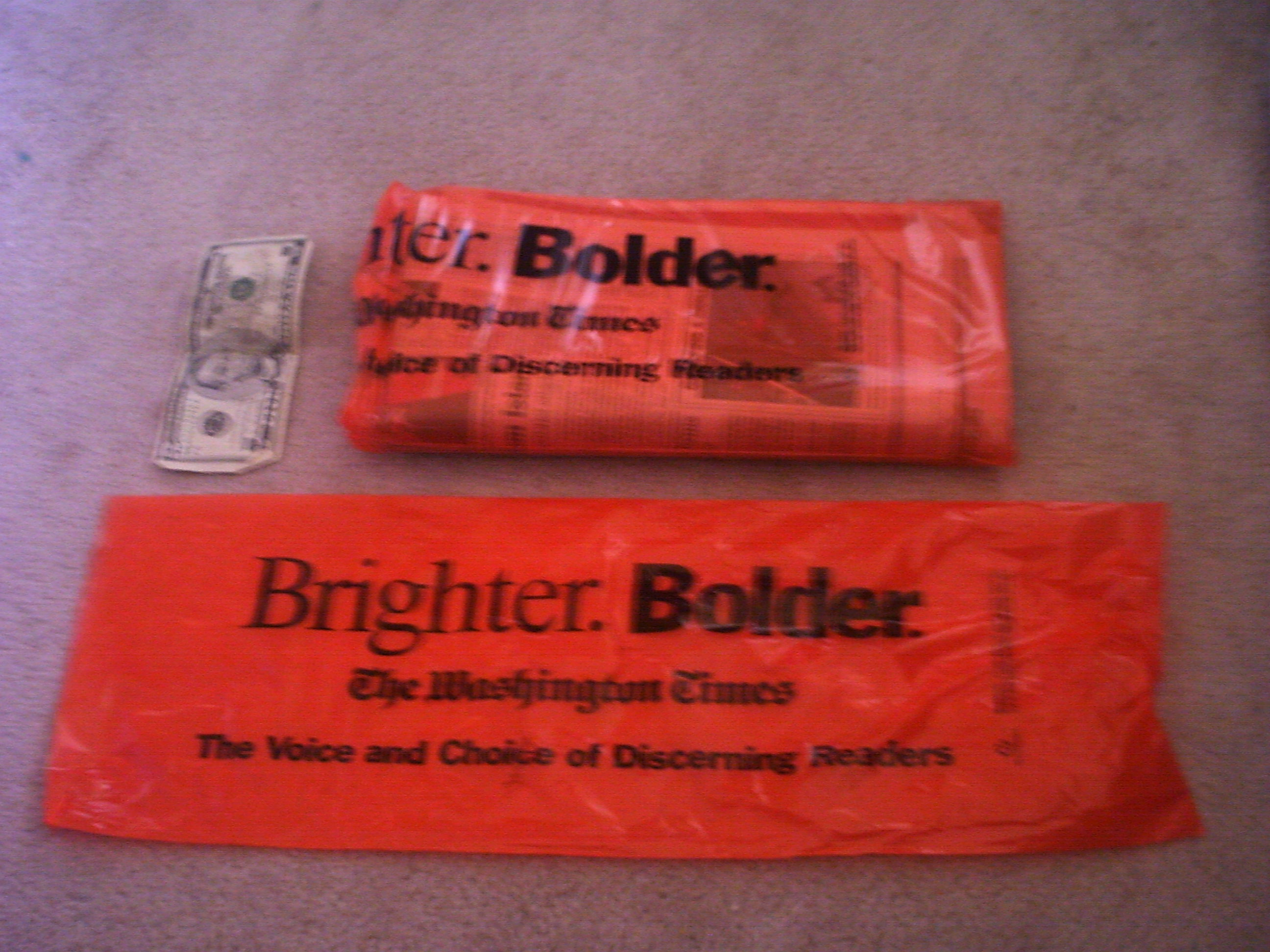
Доставка на дом осуществляется в таких оранжевых пакетах

В 2007 году на 25-летии «Вашингтон таймс» с поздравительным обращением выступил Президент США Джордж Герберт Уокер Буш. C 2007 года доставка газеты на дом в Вашингтоне производилась в ярко-оранжевых целлофановых пакетах со словами «Ярче. Смелее. Вашингтон таймс» и с регулярно изменявшемся девизом. Двумя такими девизами были «Голос и выбор проницательных читателей» и «Всего этого вы не узнали бы без нас».
В 2011 году Член Палаты представителей США Гас Билиракис выступил на конференции, организованной «Вашингтон таймс», сказав, что он «одобряет настойчивый и пока единственный голос „Вашингтон таймс“ в честном, мужественном освещении событий, о которых молчат остальные СМИ».
С 2012 года по 2023 год газету возглавляет Томас Макдевитт (Thomas McDevitt) в качестве председателя. В том же году Ларри Бизли (Larry Beasley) стал генеральным директором, и его контракт был продлен в 2013 году, и далее до 2023 года.

## Финансирование
«Вашингтон таймс» теряет деньги каждый год с момента основания. В 2002 году Коламбия Джорнал Ревью предположила, что Мун потратил около $2 млрд на Таймс. В 2008 году Томас Роузер из Чикаго Дейли Обзёрвер писал, что именно конкуренция с Таймс вынуждает Вашингтон пост сдвинуть свою редакторскую политику вправо (правое крыло — консерватизм, в отличие от либерализма) и что Мун объявил, что «он будет тратить столько миллиардов, сколько потребуется, лишь бы газета продолжала оставаться конкурентоспособной.»

## Политический уклон
Политические взгляды «Вашингтон таймс» часто рассматриваются как правоконсервативные. Некоторые материалы, размещённые в газете, подвергались критике как расистские, исламофобные, распространяющие неправдивую информацию (например, конспирологические теории о Бараке Обаме и отрицание климатических изменений). «Вашингтон пост» писала: «Таймс была основана Муном для борьбы с коммунизмом и как консервативная альтернатива тому, что казалось ему либеральной предвзятостью „Вашингтон пост“». В 1994 году экономист Рид Ирвин, основатель консервативной НПО Достоверность в СМИ, наблюдательной группы над средствами массовой информации, сказал: «„Вашингтон таймс“ является одной из немногих газет в стране, обеспечивающих некоторый баланс».
Комментатор Пол Вейрик назвал Таймс противоядием от их либеральных конкурентов:
«Вашингтон пост» стала очень высокомерной, и они решили, что могут определять, что является новостью, а что не является, и вправе не освещать некоторые важные темы. А «Вашингтон таймс» заставила Пост освещать многие события, которые та просто не освещала бы, не будь газеты Таймс.
Ранее либеральный, сейчас консервативный писатель Дэвид Брок, работавший на сестринский пл отношению кТаймс журнал Insight on the News, в своей книге «Ослеплённый правыми» 2002 года издания писал, что журналистов в Таймс побуждали и поощряли писать статьи с консервативным уклоном. В своей книге 2004 года «Республиканская грохочущая машина» Брок писал, что газету «Вашингтон таймс» подталкивает к действию несоразмерно несправедливая политическая предвзятость, обнаруживаемая в СМИ, большая часть которых полностью утратила журналистскую этику.
В 2007 году журнал МоДжо (англ. Mother Jones) писал, что Таймс стала жизненно необходимой газетой для тех, кто не может жить без чтения политических новостей, вскоре после её основания, и процитировал Джеймса Гэвина, спецпомощника Пака Похи:
Мы пытаемся бороться с коммунизмом и удержать традиционные иудео-христианские ценности. «Вашингтон таймс» отстаивает эти ценности и борется с теми, кто хочет их разрушить. То же самое касается и CAUSA Интернешнл. Они вместе рассказывают нам о замыслах врага.
В 2009 году Нью-Йорк Таймс писала:
 Благодаря своему консервативному уклону в редакторской политике газета стала отличной учебной площадкой для молодых консервативных журналистов и обязательным чтением для представителей консервативного движения. Самые известные из них — Тони Блэнкли, Фрэнк Гэффни, Ларри Кадлоу, Джон Подорец и Тони Сноу — все они просто штампуют статьи одну за другой.
Таймс обычно выступает против узаконивания прав гомосексуалов и транссексуалов. Например, в 2010 году газета опубликовала передовицу, в которой говорилось, что полоролевая самоидентификация — это не наследственность, а выбор.
Одним из известнейших журналистов газеты является Билл Герц, который ведёт еженедельную колонку о Пентагоне и вопросах национальной безопасности.